# Andrzej Kiełpiński
Andrzej Kiełpiński ps. „Podleski” (ur. 1922, zm. 8 stycznia 2009) – polski publicysta i pisarz, autor opowiadań i powieści historycznych, redaktor naczelny „Życia Muzycznego”.
W czasie II wojny światowej był żołnierzem Konfederacji Narodu i AK, a w czasie powstania warszawskiego reporterem „Biuletynu Informacyjnego” i „Wiadomości Powstańczych”.

## Odznaczenia
- Krzyż Kawalerski Orderu Odrodzenia Polski
- Warszawski Krzyż Powstańczy
- Odznaka Weteranka Walki o Niepodległość